# Stadion Christa Botewa w Kozłoduju
Stadion Christa Botewa (bułg. Стадион Христо Ботев) – stadion piłkarski w Kozłoduju, na którym swoje mecze rozgrywa zespół Botew Kozłoduj. Obiekt może pomieścić 3 tysiące widzów.